# Ornithopodichnites
Ornithopodichnites (лат.) — ихнород травоядных орнитоподовых динозавров из верхнего мела Европы. Типовой и единственный ихновид Ornithopodichnites magna назван и описан Llompart и коллегами в 1984 году.

## История исследования
Голотип обнаружен в формации Тремп, датированной маастрихтом (около 70—66 млн лет назад), провинция Льейда, Испания.

## Описание и классификация
Третий палец больше боковых, дистальный конец раздутый и закруглённый, выраженный отпечаток пятки. Следы плохо сохранились, а оригинальное описание неточное. По мнению Lockley and Meyer, 2000 год, и Lockley и коллег, 2003 год, следы могут принадлежать тероподу. Dias-Martinez и коллеги считают Ornithopodichnites nomen dubium.